# Micode
Micode, de son vrai nom Michaël de Marliave, est un vidéaste web et entrepreneur français. Il diffuse principalement sur la plateforme YouTube certaines émissions traitant d'informatique, à la cybersécurité ou plus largement, aux enjeux du numérique et des technologies de l'information. Depuis 2021, il anime sur les plateformes vidéos Twitch et YouTube, un talk-show intitulé « Underscore_ ». 

## Biographie
Micode, de son patronyme officiel Michaël de Marliave est né à Pau le 11 mai 1999, d'un père ingénieur et d'une mère artiste peintre. Dès son adolescence, il se passionne pour la programmation et le développement informatique. Après un baccalauréat scientifique spécialisé en informatique et sciences du numérique, il suit un diplôme universitaire de technologie informatique à l'université Paris-Descartes,. Après ses études, il commence à concevoir et développer des projets autour de la technologie vidéo et il développe une application pour le spectacle du mentaliste Fabien Olicard. En autodidacte, il se forme à la cybersécurité et s'inspire notamment des vidéastes Bruce Benamran (e-penser) et David Louapre (ScienceEtonnante).

## Initiatives

### Chaîne Micode depuis 2017
En 2017, il crée une chaîne YouTube de vulgarisation informatique consacrée à la sécurité numérique, sous le pseudonyme de « Micode ». Il tente de vulgariser la cybersécurité et étudie certaines tendances de technologies comme l'intelligence artificielle, la blockchain, l'Internet des objets ou encore l'interface de programmation (API). Sa première publication, J'ai hacké des arnaqueurs sur Leboncoin, obtient un relatif succès d'audience,. 
Toutefois, cette ascension rapide du nombre d'abonnés interroge sur la véracité de la viralité de son compte. Les facteurs de ces résultats atypiques tiennent notamment à la combinaison d'exploitation du mot clé « Leboncoin » détecté par l'algorithme YouTube associé à un contenu alors rare comme « Les brouteurs d'Abidjan ». Ses vidéos y sont subdivisées par thème et traitent de différents thèmes comme les sujets d'actualité, les enquêtes relatives à la sécurité ou les escroqueries en ligne, rançongiciels, darknet, hacking,, l'utilisation et le fonctionnement de produits High tech et les mécanismes et algorithmes régissant le monde numérique ainsi qu'une série de reportages sponsorisés dont les cryptomonnaies. La série « Safecode — J'ai infiltré un réseau d'arnaqueurs — » traitant de l'arnaque dite « au faux support informatique  » est qualifiée par Télérama comme l'une des enquêtes les plus abouties du YouTube français. En 2017 sur Francetv éducation, Micode est le coauteur et animateur d'une série de 20 tutoriels sur le codage destinée aux 6–12 ans. En 2020, l'animateur producteur présente une web-série de 10 vidéos sur les métiers de l'IT qui recrutent, pour Pôle emploi. En 2021, il modifie sa ligne éditoriale, autour d'une chaîne YouTube « d'investigation en format long » baptisée « Micode • Enquêtes » et d'une chaîne de story nommé « Micode • Shorts ».

### Underscore_ depuis 2021
Avec notamment Matthieu Lambda et Tiffany Souterre, Micode fonde en 2021, une émission-débat dénommé « Underscore_ » sur YouTube et Twitch, dont le concept est inspiré des émissions du vidéaste Hugo Travers. Le rendez-vous traite de technologie de l'information (IT), entrepreneuriat, hacking, développement, intelligence artificielle (IA). Cette émission bimensuelle puis hebdomadaire, en format long d'au moins 90 minutes, rencontre un certain public. Ainsi, en décembre 2021, l'émission devient le premier podcast francophone consacré à la technologie, en terme d'audience. En avril 2024, l'entreprise Micorp emploie huit personnes.

### Influenceur marketing depuis 2020
En 2020, Micode s'associe avec le créateur de contenu web Hugo Travers pour fonder leur agence de marketing d'influence. Ce type de structure a pour clients, des entreprises, publicitaires ou annonceurs souhaitant optimiser leur promotion sur les réseaux numériques. 
Sollicitant régulièrement les créateurs de contenu des réseaux sociaux, en ciblant plus particulièrement les jeunes, le président de la République Emmanuel Macron est interviewé par Micode, lors du sommet de l'intelligence artificielle en février 2025. En 2022, Micode fonde une start-up, développe un boîtier électronique pour la gestion d'un studio d'enregistrement vidéo en régie autonome.

## Controverse
En juin 2022, Micode annonce être à l'origine avec un ami, d'un site web de rumeurs, potins et ragots sur son lycée créé en 2015. Le site permet de publier anonymement sans modération, texte, photos et vidéos de manière éphémère. Quelques jours seulement après la mise en ligne du site, des messages de cyberharcèlement y sont postés en masse et il perd totalement le contrôle du site qui fait l'objet d'un piratage.